# 莱萨勒 (曼恩-卢瓦尔省)
莱萨勒（法語：Les Alleuds，法語發音：[le.z‿alø] ⓘ）是法国曼恩-卢瓦尔省的一个旧市镇，属于昂热区。2016年12月15日，莱萨勒和相邻的9个市镇合并为新市镇布里萨克-卢瓦尔-欧邦斯。

## 地理
莱萨勒（47°19'10"N, 0°24'34"W）面积10.47 平方千米，位于法国卢瓦尔河地区大区曼恩-卢瓦尔省，该省份为法国西部内陆省份，大致对应安茹地区，北起顺时针与马耶讷省、萨尔特省、安德尔-卢瓦尔省、维埃纳省、德塞夫勒省、旺代省、大西洋卢瓦尔省和伊勒-维莱讷省接壤。
与莱萨勒接壤的市镇（或旧市镇、城区）包括：布里萨克-坎塞、欧邦斯河畔沙尔塞圣埃利耶、沙瓦涅、吕涅、阿朗松圣母村、索尔热洛皮塔勒。

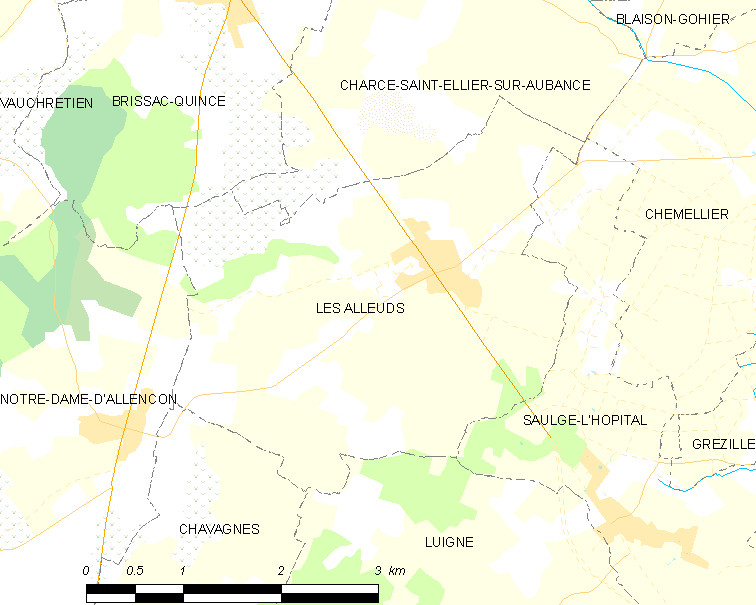
的OSM定位图

莱萨勒的时区为UTC+01:00、UTC+02:00（夏令时）。

## 行政
莱萨勒的邮政编码为49320，INSEE市镇编码为49001。

## 政治
莱萨勒所属的省级选区为莱蓬德塞县。

## 人口

1962-2008年间人口变化图示

莱萨勒于2018年1月1日时的人口数量为905人。